# Sjipilovskaja
Sjipilovskaja (ryska: Шипиловская) är en tunnelbanestation på Ljublinsko–Dmitrovskaja-linjen i Moskvas tunnelbana. Stationen öppnades den 2 december 2011, tillsammans med Borisovo och den nya södra slutstationen Ziablikovo.